# Wilhelm Zaisser
Wilhelm Zaisser (Gelsenkirchen, 20 giugno 1893 – Berlino Est, 3 marzo 1958) è stato un politico tedesco.
È stato anche ministro della Sicurezza di Stato (Stasi) della Repubblica Democratica Tedesca (1950-1953).